# Elias Porter
Pour les articles homonymes, voir Porter.
Elias Hull Porter est un psychologue américain né le 1er janvier 1914 et mort le 13 décembre 1987 . Alors qu'il travaille à l'université de Chicago, Porter est un confrère reconnu d'autres psychologues américains, dont Carl Rogers, Thomas Gordon, Abraham Maslow et Will Schutz. Ses travaux à l'université d'État de l'Ohio et plus tard à l'université de Chicago ont contribué à la thérapie de l'approche centrée sur la personne de Rogers. Les premières contributions de Porter dans le domaine de la psychologie concernent les approches non-directives, la théorie de la conscience des relations et la psychométrie. Sa carrière comporte des applications cliniques, militaires, gouvernementales et dans le monde des affaires.

## Éducation et premières influences
Dans le milieu des années 1930, Porter est un étudiant auprès de Calvin S. Hall (qui vient d'obtenir son doctorat avec Edward Tolman à l'université de Californie à Berkeley) et Robert W. Leeper (grandement influencé par Kurt Lewin).  Il obtient sa maîtrise en 1938 à l'université d'Orégon, qui établit qu'un apprentissage se produit chez des rats dans des labyrinthes, même en l'absence de récompenses - et que cet apprentissage pourrait être activé plus tard en présence de récompenses. En 1941, il obtient son doctorat à l'université d'État de l'Ohio où il est étudiant et assistant professeur de psychologie auprès de Carl Rogers. Sa thèse est la première de nombreuses études établissant empiriquement l'efficacité de l'approche non-directive dans la relation d'aide et psychothérapeutique.

## Faits marquants de sa carrière
À la fin des années 1930, Porter est employé comme merit system supervisor de la Commission à l'aide sociale publique de l'état de l'Oregon et durant la seconde guerre mondiale il sert comme agent de classification dans la Navy. Après la guerre, il retourne à la vie universitaire et travaille de nouveau avec Carl Rogers en rejoignant le Centre de Counselling de l'université de Chicago. Du milieu des années 1950 à celui des années 1960, il est employé en tant que Directeur assistant du directoire des facteurs humains à la System Development Corporation, une filiale de la RAND Corporation et il est scientifique pour Technomics, Inc. À la fin des années 1960, il est praticien indépendant en lien avec plusieurs recherches universitaires et il est auteur pour Atkins-Katcher Associates. En 1971, il fonde Personal Strengths Publishing, qu'il préside en poursuivant plusieurs collaborations universitaires.

## Travaux et contributions significatifs

### Théorie de Rogers et pratique
Le travail de Porter avec Carl Rogers et d'autres dont Tom Gordon et Arthur Shedlin au Centre de Counselling de l'université de Chicago débouche sur le modèle rogérien de l'apprentissage centré sur l'étudiant. Le groupe conçoit des programmes d'entraînement pour des conseillers employés au Département des Anciens combattants des États-Unis, leur apprenant à utiliser des techniques non-directives (centrées sur le client).
Durant cette période il écrit An Introduction to Therapeutic Counseling, qui met en relief l'« importance des attitudes des conseillers » en thérapie et donne un guidage des conseillers à propos de la structuration et la conduite des sessions thérapeutiques. Rogers, dans sa préface au livre de Porter, écrit « I was among the doubters when the author conceived this book.  I felt that problems considered on paper could do little to help counselors to recognize and deal with their basic attitudes…He has succeeded where to me failure seemed almost certain…It is hoped that it will have wide influence in stimulating constructive thinking about significant issues and problems in the growing field of psychotherapy. ».
Porter cite le manuscrit "en développement" de l'ouvrage phare de Rogers en 1951 Client-Centered Therapy et contribue à son développement comme en témoignent les nombreuses références de Rogers à propos de Porter.

### Théorie des systèmes et facteurs humains
L'implication de Porter avec la RAND Corporation amène à deux publications notables, un essai intitulé The Parable of the Spindle, et son livre de 1964 Manpower Development. Manpower Development est un des premiers travaux publiés permettant de voir les systèmes organisationnels comme des organismes complets. Dans ces travaux, la nature téléologique du comportement humain est étudié dans le contexte des systèmes organisationnels et de l'ergonomie.

### Tests psychométriques et évaluation
Les premières évaluations psychométriques connues de Porter sont effectuées avec Rogers et ils mesurent le degré de directivité ou de non-directivité d'un conseiller utilisant des techniques centrées sur le client.  Le Person-Relatedness Test mesure et valide les quatre orientations non-productives d'Erich Fromm. En 1967 il restructure le Person Relatedness Test et le publie sous l'appellation LIFO. En 1971, Porter abandonne le LIFO et publie le Strength Deployment Inventory, qui modifie les idées de Fromm et intègre des concepts originaux de  Porter. Au début des années 1970, il introduit le Feedback Edition of the Strength Deployment Inventory et le Interpersonal Requirements Inventory depuis rebaptisé Expectations Edition of the Strength Deployment Inventory.

## Théorie de la conscience des relations
Cette théorie réunit des courants de pensée psychologiques très différents. La théorie reconnaît les idées behavioristes d'Edward Tolman, l'empirisme de Kurt Lewin, la thérapie centrée sur le client de Rogers et les théories sur la personnalité des néo-freudiens Erich Fromm et Karen Horney.  La théorie elle-même est fondée sur quatre prémisses :

### Le comportement est guidé par la motivation
Porter dégage du concept de Tolman que « Behavior traits arise from purposive striving for gratification, mediated by concepts or hypotheses about how to obtain those gratifications. ».  Quand il le combine avec sa recherche sur les orientations non-productives de Fromm et le référentiel de ses confrères de l'université de Chicago Rogers et Maslow, Porter conclut que la motivation primaire que tous les gens partagent est le désir de se sentir utile – et que chaque personne est motivée pour atteindre le sentiment d'utilité de différentes manières. Ces différents moyens ont d'abord été exprimés par Sigmund Freud comme des énergies psychiques fixées à diverses étapes de la relation de l'enfant avec sa mère. Ils sont ensuite modifiés par Fromm et exprimés comme des orientations non-productives d'adultes dans la société. Porter prend le référentiel freudien de Fromm et le modifie selon le principe que la motivation primaire est l'auto-accomplissement. C'est pourquoi la théorie de la consciences des relations met en relief sept systèmes à valeur motivationnelle distincts (dont on peut suivre les traces chez Freud et Fromm) et les décrit en termes d'efforts vers l'auto-accomplissement par les adultes au sein des relations. Porter est le premier psychométricien connu pour avoir utilisé des couleurs (rouge, vert et bleu) comme raccourcis pour communiquer les résultats d'un test de  personnalité.

### La motivation évolue, lorsqu'il y a conflit
Cette prémisse est due au travail de Porter et il s'agit peut-être de sa contribution la plus significative dans le domaine de la psychologie. Sur la base de ses observations auprès de clients et à partir des résultats de ses propres tests psychométriques, il établit que « When we are free to pursue our gratifications, we are more or less uniformly predictable, but in the face of continuing conflict or opposition we undergo changes in motivations that link into different bodies of beliefs and concepts that are, in turn, expressed in yet different behavior traits. ».
La description par Porter de l'enchaînement de conflits suggère que l'expérience des gens évolue quant à leur motivation  de façon prédictible et suivant graduellement trois niveaux. La première étape est caractérisée par un intérêt pour soi-même, le problème et les autres personnes ; la seconde par un intérêt pour soi-même et le problème et la troisième par un intérêt pour soi-même. La théorie établit ensuite que le motif universel du comportement en situation de conflit est de préserver l'intégrité personnelle et l'estime de soi.

### Les faiblesses personnelles sont des forces exagérées
Porter accepte la prémisse de Fromm selon lequel des forces poussées à l'excès deviennent des faiblesses. Tandis que le travail de Fromm se focalise sur la description des quatre orientations non-productives et défend une cinquième "orientation productive", Porter conjugue les idées de Fromm avec le premier prémisse (recherche de l'estime de soi) et conclut que ce que Fromm décrit comme non-productif est en fait un comportement inefficace dirigé par une motivation positive.

### Clarté et validité apparente rehaussent la découverte par soi-même
Porter établit que « The more clearly the concepts in a personality theory approximate how one experiences oneself, the more effectively they serve as devices for self-discovery. »
Ce prémisse est cohérent avec la théorie de Rogers ou approches centrées sur la personne ; il rejoint la pensée de Rogers en suggérant que l'utilisation de la théorie devrait donner de la concordance. Juste au moment où Rogers suggère qu'une personne devrait trouver de la concordance entre son expérience, la conscience et la communication, Porter suggère qu'un test psychométrique devrait communiquer vers l'utilisateur de façon que cela augmente la conscience de l'expérience de vie du testeur et devient utile au testeur observant les choix comportementaux. En cohérence avec d'autres travaux significatifs de Porter, l'accent est mis sur l'application  pratique dans les relations, pas sur les capacités de diagnostic ou de prédiction. Le Strength Deployment Inventory, le test psychométrique de Porter basé sur la théorie de la conscience des relations, fournit au testeur une description de la motivation et le comportement relatif établi dans le contexte des relations sous deux conditions : quand les choses vont bien et quand on gère les conflits.  La théorie clame qu'une des causes primaires de conflit est l'exagération réelle ou perçue des forces au sein des relations ; parce que les gens ressentent ces forces exagérées comme des menaces potentielles à l'estime de soi. Il suggère que des filtres personnels influencent la perception ; que les gens ont tendance à utiliser leurs propres valeurs motivationnelles comme un étalon pour évaluer le comportement des autres et que plus les valeurs motivationnelles de deux personnes sont différentes l'une de l'autre, plus elles seraient susceptibles de percevoir les comportements des autres comme exagérés.

## L'esprit d'entreprise
Porter, avec son épouse Sara Maloney Porter (DSW), établissent le Personal Strengths Assessment Service en 1971 pour promouvoir sa théorie de la conscience des relations et les programmes d'entraînement liés. Il le rebaptise Personal Strengths Publishing et en occupe le poste de président jusqu'à sa mort en 1987 d'un cancer. Durant cette période, il étend sa société à l'international et rédige de nombreux programmes d'entraînement, des manuels et des articles. Il crée et tente de commercialiser plusieurs autres produits dont un programme pour arrêter de fumer et un système de décision dans l'immobilier, aucun n'ayant connu de succès commercial. Sara Maloney Porter continue à diriger l'entreprise jusqu'à sa retraite en 1995. Personal Strengths Publishing a actuellement son siège à  Carlsbad (Californie) et a des bureaux dans 12 autres pays.

## Sélection de travaux
- Porter, E.H. (1950) An Introduction to Therapeutic Counseling. Boston: Houghton Mifflin
- Porter, E.H. (1962) Parable of the Spindle. Harvard Business Review, 40, 58-66
- Porter, E.H. (1964) Manpower Development. New York: Harper & Row.
- Porter, E.H. (1971, 1996) Strength Deployment Inventory. Carlsbad, CA: Personal Strengths Publishing, Inc.
- Porter, E.H. (1973, 1996) Relationship Awareness Theory, Manual of Administration and Interpretation, Ninth Edition.  Carlsbad, CA: Personal Strengths Publishing, Inc.